# Venus (Teksas)
Venus – miasto w Stanach Zjednoczonych, w stanie Teksas, w hrabstwie Johnson.